# Imation
Imation es una empresa multinacional localizada en Estados Unidos. Sus principales productos son los dispositivos de almacenamiento de datos y productos electrónicos de consumo.
La compañía se fundó en 1996, siendo un derivaje de 3M y tiene sus oficinas centrales en Oaksdale, Minessota.
La empresa ha participado en el desarrollo de muchas mejoras tecnológicas en el almacenamiento de datos, tales como la introducción de la primera cinta magnética, en 1947, y el disquete de 3.5 pulgadas en 1984. La empresa cuenta con presencia en mercados de más de 100 países.

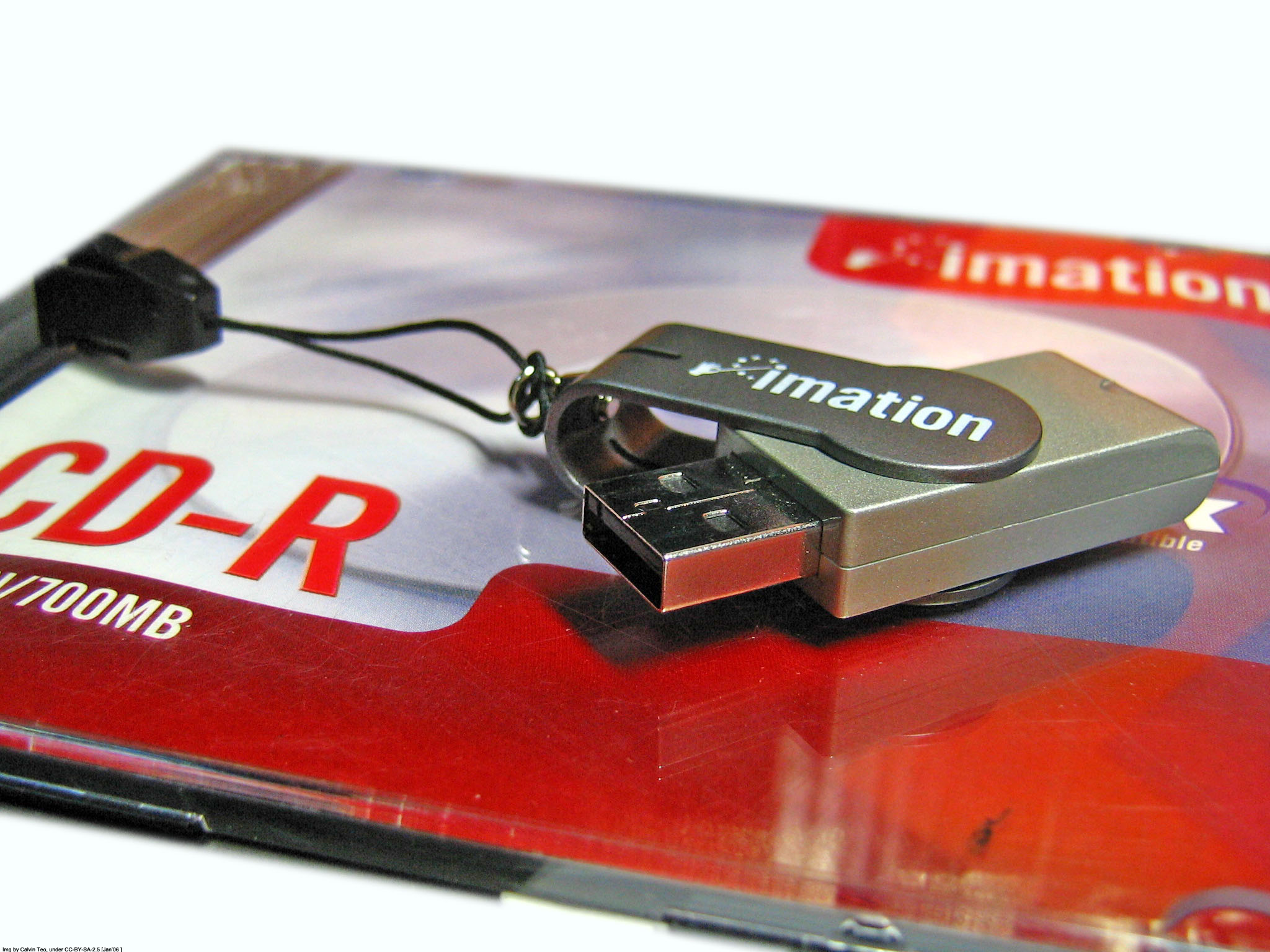
Imagen con una memoria USB y un CD.

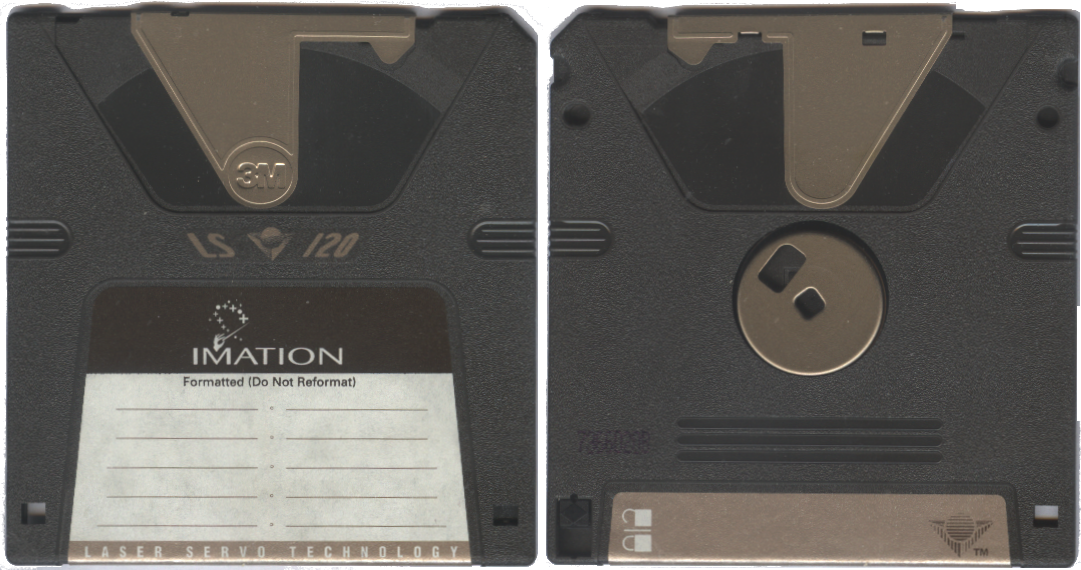
Disquete 3M Imation.

Imation compró Memorex en abril del 2006, y TDK en julio de 2007. Con esta compra logró ser la marca líder, en ventas de disco tipo CD y tipo DVD. Y también en memorias USB.
La compañía continuará a desarrollando, fabricando y comercializando productos de grabación de cinta magnética utilizados por las empresas, con el objetivo de realizar copias de seguridad de sus datos electrónicos, como lo han hecho durante más de 50 años. La empresa vende actualmente dispositivos para almacenamiento de datos bajo las marcas Imation, Memorex, TDK, IBM, Sun, HP y Exabyte.